# Adam Horowitz
Adam Horowitz (4 december 1971) is een Amerikaans schrijver en televisieproducent van onder andere Lost en Once Upon a Time.

## Carrière
Horowitz begon zijn studies op de Universiteit van Wisconsin, waar hij een bachelor haalde in 'Radio, Film en Televisie'. Hij leerde er ook Edward Kitsis kennen, en samen trokken ze naar Los Angeles om er te werken aan hun carrière. Ze kregen de kans om mee te werken aan scripts van Popular, en kregen de kans om mee te werken aan de hitserie Lost, waar ze al snel beide deel gingen uitmaken van het vaste schrijverscollectief. 
Tegenwoordig is hij de (uitvoerend) producent en bedenker van onder meer Once Upon a Time.
Hij is getrouwd met Erin Barrett Horowitz.
- Bibliothèque nationale de France: cb165374368 (data)
- International Standard Name Identifier: 0000 0000 4915 0334
- Library of Congress Control Number: nr98008995
- Bibliotheek van het Japanse parlement: 01231271
- Nationale Bibliotheek van Israël: 987011416462605171
- Nationale en Universitaire bibliotheek Zagreb: 000589011
- Nederlandse Thesaurus van Auteursnamen: 27686039X
- Système universitaire de documentation: 153832592
- Virtual International Authority File: 44210579